# Rune Wiken
Rune Wiken (Avaldsnes, 29 ottobre 1980) è un calciatore norvegese, di ruolo attaccante.

## Carriera

### Club
Wiken giocò nello Haugesund e contribuì alla promozione nella Tippeligaen nel campionato 1999. Esordì nella massima divisione norvegese il 9 aprile 2000, nel pareggio per 2-2 contro il Bodø/Glimt. Nella sfida di ritorno con lo stesso Bodø/Glimt, datata 16 luglio, segnò la prima rete nella Tippeligaen (il match terminò ancora 2-2). Lo Haugesund non riuscì a raggiungere la salvezza in campionato.
Nel 2003 passò in prestito al Lillestrøm, per cui debuttò il 21 aprile, sostituendo Johan Petter Winsnes nella sconfitta per 2-0 in casa del Lyn Oslo. A fine anno, tornò allo Haugesund. Giocò anche per lo Stavanger.

### Nazionale
Wiken giocò 5 partite per la Norvegia under 21, compreso un incontro valido per le qualificazioni al campionato europeo di categoria del 2002. Esordì il 25 febbraio 2000, quando fu titolare nel successo per 1-4 sulla Finlandia under 21.